# Pomník Ludwiga van Beethovena (Třebovický park)
Pomník Ludwiga van Beethovena je exteriérová skulptura vytvořená z karrarského mramoru, jejímž autorem je Felix Papsdorf. Skulptura, která je umístěná v Třebovickém parku v městském obvodu Třebovice statutárního města Ostrava. Vznikla v pravděpodobně roce 1941 nebo dříve. Skulptura ztvárňuje slavného německého hudebního skladatele Ludwiga van Beethovena. Beethowen je v provedení stojící polonahé, svalnaté a vlasaté postavy. U jeho nohou a na ramenou jsou tři nahé postavy, asi puttové. Dílo je umístěno na trávníku nedaleko památného stromu Liliovník tulipánokvětý v Třebovicích.

## Galerie

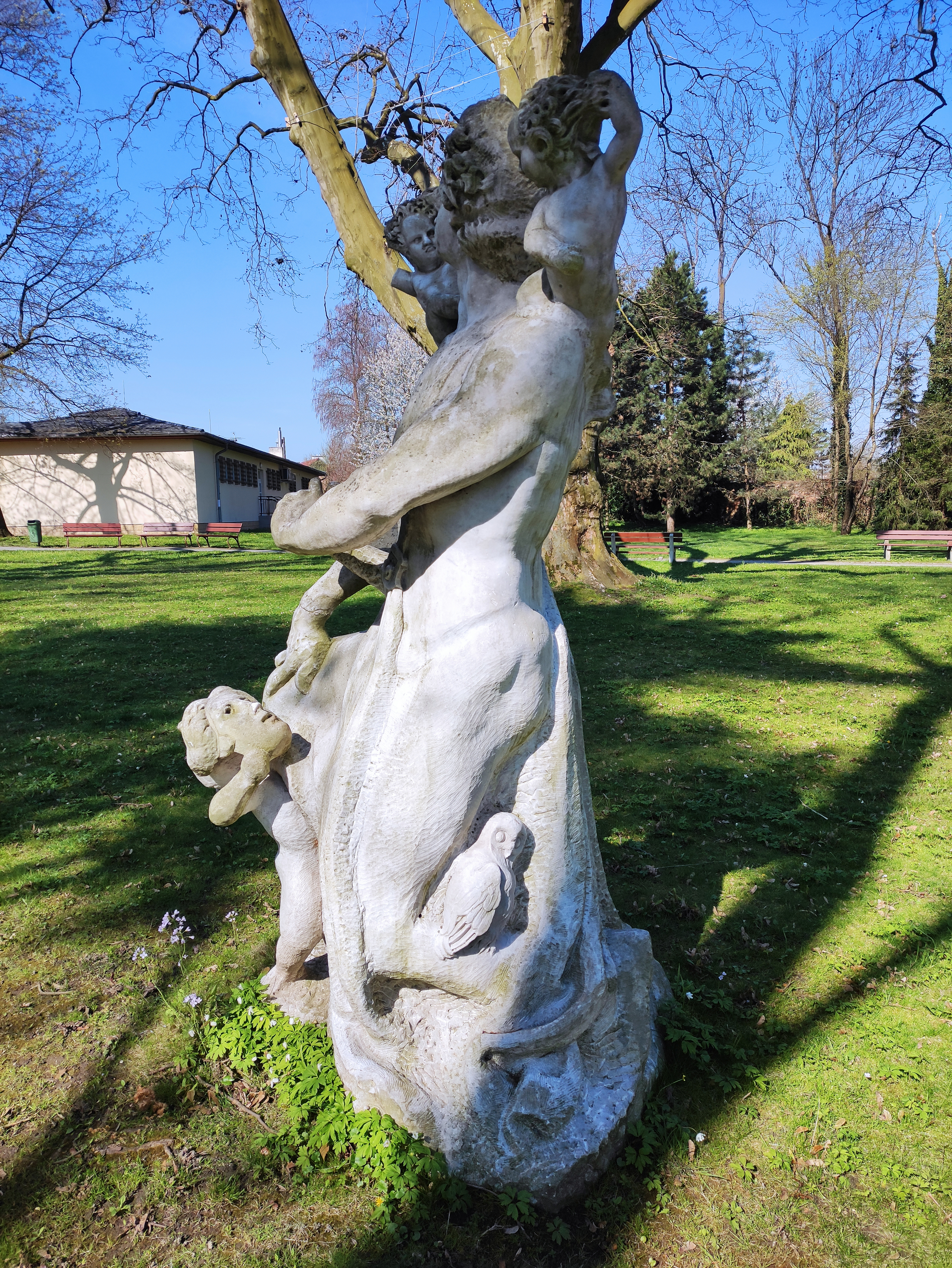
Pomník v dubnu 2023